# Le Gamin de Paris (pièce de théâtre)
Pour les articles homonymes, voir Le Gamin de Paris.
Le Gamin de Paris est une comédie-vaudeville en deux actes de Jean-François Bayard et Émile Vanderburch, représentée pour la première fois à Paris, le 30 janvier 1836, au théâtre du Gymnase dramatique , où elle est jouée plus de trois cents fois.

## Contexte historique
La pièce est jouée en 1836. À cette époque, les chansons de Béranger ranimaient chez le public la fibre bonapartiste.

## Argument

### Acte I
La scène se déroule chez Mme Meunier. Joseph, le Gamin de Paris, garçon de courses d’un imprimeur, vit avec sa sœur Élisa dans la maison d’une bonne vieille grand-mère qui les a recueillis après la mort de leurs parents. Son père, grognard de l’Empire, décoré sur le champ de bataille de Wagram, a demandé sur son lit de mort de veiller sur l’innocence et l’honneur d’Élisa. La famille laisse s’introduire Amédée, un artiste peintre, venu proposer à la grand-mère de faire son portrait. Joseph est toujours absent ; mais la jeune fille prend plaisir à la conversation du rapin, qui finit par la séduire.
Joseph soupçonne qu'Amédée a pris un état d’emprunt, et qu’il est en fait un fils de famille, que son oisiveté conduit de plaisirs en plaisirs, et vient pour consommer la perte d’une innocence. Sommé de faire connaître ses intentions, d’une manière d’autant plus pressante que la grand-mère a reçu pour Élisa d’honnêtes propositions d’un négociant veuf, amoureux et riche, Amédée se dérobe ; Joseph prend alors en main l’honneur de sa sœur.

### Acte II
La scène se déroule chez le Général Morin, un vieux brave de l’Empire, pair de France, qui loge chez lui sa belle-sœur, veuve de son propre frère et qui, malgré un âge qui semble avancé est mère d’un petit Octave de trois ou quatre ans qui a été repêché la veille dans le canal par un ouvrier. Joseph est le sauveteur du petit Octave. Le Général est furieux quand il apprend que son propre fils Amédée a porté le déshonneur dans cette honnête famille.
Mme de Morin est prête à tout excuser chez son neveu, elle croit qu’on peut réparer un honneur perdu, en offrant une bourse de louis d’or ou en proposant à Élisa une place de femme de chambre chez sa sœur. L’une et l’autre offres sont repoussées par Joseph d’abord et par Élisa plus tard. La seule solution compatible avec l’honneur et qu'Élisa épouse Amédée. Joseph viendra habiter avec le général.

## Distribution
| Rôles                                | Première 30 janvier 1836 Théâtre du Gymnase Dramatique |
| ------------------------------------ | ------------------------------------------------------ |
| Le général Morin                     | Louis Ferville                                         |
| Amédée, son fils                     | Adolphe Rhozevil                                       |
| Mme de Morin, belle-sœur du général  | Uzannaz                                                |
| Mme Meunier, grand-mère              | Julienne                                               |
| Joseph                               | Hugues Bouffé                                          |
| Élisa                                | Eugénie Sauvage                                        |
| M. Bizot, viel employé               | Klein                                                  |
| Hilaire, valet de chambre du général | Auguste Bordier                                        |
| Domestique                           |                                                        |
| Domestique                           |                                                        |

## Autour de l'œuvre
Un petit bronze d'Étienne Mélingue, datant de 1837, de l’acteur Bouffé dans le rôle du “Gamin de Paris” dans la pièce est visible au Musée des arts décoratifs.

## Adaptations
- Il birichino di Parigi, opérette en trois actes, en italien de Carlo Vizzotto; musique d'Alberto Montanari, donnée à Gênes en 1913[6].
- Il birichino di Parigi, film italien réalisé par Ugo Falena, sorti en 1916 ;
- Le Gamin de Paris, film français réalisé par Louis Feuillade, sorti en 1923 ;
- Le Gamin de Paris, film français réalisé par Gaston Roudès, sorti en 1932, remake du précédent.